# Armando Dely Valdés
Armando Javier Dely Valdez (Colón, 5 de enero de 1964-Colón, 16 de agosto de 2004) fue un futbolista panameño, y ex seleccionado nacional más conocido como «Pelé Dely» o «el Pelé Panameño». Era el hermano mayor de los gemelos Julio Dely Valdés y Jorge Dely Valdés, padre de dos varones los cuales llevan su mismo nombre y una niña.
Un estadio de fútbol en la ciudad de Colón en Panamá, lleva su nombre.

## Trayectoria
Inicio su carrera en el Club Técnica y Deportes de Colón en Panamá, para posteriormente, en 1985, ser contratado por Argentinos Juniors —donde fue apodado el «Pelé Dely»—, con el que llegó a ganar varios títulos importantes como el Nacional de 1985 y la Copa Libertadores de América de 1985; jugó también la Copa Interamericana 1986 -donde convirtió el gol que valió la consagración a su equipo- y la Copa Intercontinental 1985 contra la Juventus de Italia.
Esporádicamente Armando viajó a Panamá para formar parte de la Selección de fútbol de Panamá, jugando con el número 10. Estuvo en las eliminatorias para México 86, Italia 90 y Estados Unidos 94.
Jugó en Peñarol (mientras sus hermanos lo hacían para Nacional); y luego fue transferido a Liverpool. Pasó también por Instituto de Córdoba, San Martín de Tucumán, Almagro, Maccabi y Beitar, ambos de Tel Aviv.
La Liga Panameña de Fútbol —ANAPROF— lo invitó en el 95 a que hiciera el juramento en la inauguración de la VIII edición del torneo; ya no regresó más a la Argentina; unos meses después pasa a jugar con el Plaza Amador en la ANAPROF, donde más tarde dirigió. Posteriormente, ofició de entrenador para el Árabe Unido, y fue asistente, por unos días, de la selección cuando comenzaba el rumano Mihai Stoichita.
El 29 de mayo de 2001 sufre un infarto cerebral y desde entonces estuvo en estado vegetativo en el Hospital Manuel Amador Guerrero de Colón hasta su muerte el 16 de agosto de 2004.

## Clubes
| Club                                   | País      | Año       |
| -------------------------------------- | --------- | --------- |
| Asociación Atlética Argentinos Juniors | Argentina | 1985-1987 |
| Instituto de Córdoba                   | Argentina | 1987-1988 |
| Club Almagro                           | Argentina | 1988-1989 |
| San Martín de Tucumán                  | Argentina | 1989      |
| Maccabi Tel Aviv Football Club         | Israel    | 1989-1990 |
| Beitar Tel Aviv FC                     | Israel    | 1990-1991 |
| Club Atlético Peñarol                  | Uruguay   | 1991-1992 |
| Liverpool Fútbol Club                  | Uruguay   | 1992-1995 |
| Club Deportivo Plaza Amador            | Panamá    | 1995-1996 |

## Palmarés

### Campeonatos nacionales
| Título                         | Equipo             | País      | Año    |
| ------------------------------ | ------------------ | --------- | ------ |
| Campeonato de Primera División | Argentinos Juniors | Argentina | M-1984 |
| Campeonato de Primera División | Argentinos Juniors | Argentina | N-1985 |

### Campeonatos internacionales
| Título              | Equipo             | Sede          | Año  |
| ------------------- | ------------------ | ------------- | ---- |
| Copa Libertadores   | Argentinos Juniors | Asunción      | 1985 |
| Copa Interamericana | Argentinos Juniors | Puerto España | 1986 |